# Kuniwo Nakamura
Kuniwo Nakamura (Peleliu, 24 novembre 1943 – Koror, 14 ottobre 2020) è stato un politico palauano.
Di padre giapponese, si laureò all'Università delle Hawaii. 
Fu vicepresidente di Palau dal 1989 al 1993 e presidente dal 1993 al 2001.